# Efraim Karsh
Efraim Karsh (em hebraico:  אפרים קארש) (6 de setembro de 1953) é um historiador israelense-britânico que é o diretor fundador e professor emérito de Estudos do Oriente Médio e do Mediterrâneo no King's College de Londres. Desde 2013, atua como professor de estudos políticos na Universidade Bar-Ilan (onde também dirige o Centro Begin-Sadat de Estudos Estratégicos). Ele também é pesquisador principal e ex-diretor do Middle East Forum, um think tank com sede na Filadélfia. Ele é um crítico vocal dos Novos Historiadores, um grupo de estudiosos israelenses que questionaram a narrativa tradicional israelense do conflito árabe-israelense.

## Infância e educação
Nascido e criado em Israel, filho de imigrantes judeus no Mandato da Palestina, Karsh formou-se em História Árabe e do Oriente Médio Moderno pela Universidade Hebraica de Jerusalém, e obteve mestrado e doutorado em Relações Internacionais pela Universidade de Tel Aviv. Depois de adquirir seu primeiro diploma acadêmico em história moderna do Oriente Médio, foi analista de pesquisa das Forças de Defesa de Israel (FDI), onde alcançou o posto de major.

## Carreira acadêmica e de mídia
Karsh ocupou vários cargos acadêmicos nas universidades de Harvard e Columbia, na Sorbonne, na London School of Economics, na Universidade de Helsinque, no Instituto Internacional de Estudos Estratégicos em Londres, no Instituto Kennan de Estudos Russos Avançados em Washington DC, e no Jaffee Center for Strategic Studies. Estudos na Universidade de Tel Aviv. Em 1989 ingressou no King's College de Londres, onde estabeleceu o Programa de Estudos do Oriente Médio e do Mediterrâneo, dirigindo-o por 16 anos. Publicou extensivamente sobre assuntos do Médio Oriente, política externa soviética e neutralidade europeia, e é editor fundador da revista académica Israel Affairs e editor do Middle East Quarterly. Ele é um comentarista regular da mídia, apareceu em todas as principais redes de rádio e televisão do Reino Unido e dos Estados Unidos, e contribuiu com artigos para os principais jornais, incluindo The New York Times, Los Angeles Times, The Wall Street Journal, The Times de Londres e The Daily Telegraph.

## Opiniões
Em seu livro de 2010, Palestine Betrayed ("Palestina Traída", em tradução livre), seguido por um editorial de 2011 no Haaretz, Karsh articulou sua crença de que a expulsão e fuga dos palestinos em 1948 foi "exclusivamente de sua própria autoria". Karsh escreve que muitos palestinos fugiram de suas casas como resultado da pressão dos líderes árabes locais "e/ou do Exército de Libertação Árabe que havia entrado na Palestina antes do final do Mandato, seja por considerações militares ou para impedi-los de se tornarem cidadãos do futuro Estado judeu." Ele afirmou que existe um "conjunto de evidências esmagadoras e incontestáveis" para apoiar sua posição, incluindo "relatórios de inteligência, documentos árabes capturados, relatórios de imprensa, testemunhos pessoais e memórias..." Karsh afirma que "o despovoamento deliberado de aldeias árabes e sua transformação em redutos militares" começou em dezembro de 1947.
Karsh rejeita as exigências palestinianas pelo direito ao regresso. "No entanto, mesmo que os números israelitas mais restritivos fossem aceitos, é certamente verdade, tal como Amos Oz obscuramente prevê, que o influxo destes refugiados para o Estado Judeu transformaria irrevogavelmente a sua composição demográfica. Neste momento, os judeus constituem cerca de 79 por cento da população de mais de seis milhões de Israel, um número que diminuiria rapidamente para menos de 60 por cento. Dada a taxa de natalidade muito mais elevada dos palestinos, a implementação de um “direito de retorno”, mesmo pelas estimativas mais conservadoras, será equivalente à transformação de Israel num Estado árabe 'comum'."

## Resumos de livros selecionados

### Impérios da Areia
O livro Empires of the Sand de Karsh: The Struggle for Mastery in the Middle East, 1789–1922 foi publicado em 1999, co-escrito por sua esposa Inari Rautsi-Karsh.
Daniel Pipes chamou-o de "tour de force que oferece uma compreensão profundamente nova de uma questão-chave na história moderna do Oriente Médio": e disse que "Baseando-se em uma ampla gama de fontes originais e escrevendo de uma forma claramente organizada e rápida. prosa ritmada, os Karshes apresentam um caso muito convincente para a sua posição revisionista, estabelecendo-a ponto por ponto e em detalhes elegantes".
Anthony B. Toth escreveu em uma resenha: "Este é um livro polêmico cujos autores estenderam a retórica destemperada e desequilibrada habitualmente empregada pelos partidários dogmáticos do conflito árabe-israelense à arena normalmente calma e comedida da história otomana do século XIX e início do século XX. O livro se baseia principalmente em fontes ocidentais publicadas e em documentos oficiais do governo britânico. Mas o uso dessas fontes é limitado, uma vez que na verdade ignoram a maior parte da história do século XIX. Em vez disso, os autores enfatizam os episódios que consideram apoiar suas interpretações”.
Richard Bulliet, professor de história no Instituto do Oriente Médio da Universidade de Columbia, escreveu que Empires of the Sand é "uma obra acadêmica tendenciosa e não confiável que deveria ter sido examinada mais detalhadamente pela editora" e afirma que os autores falharam em "contribuir com uma dimensão de sentido e erudição que eleva o(s) debate(s) [em questão] a um nível mais elevado." Karsh, em resposta, perguntou-se
que credencial Bulliet possuía, para que um importante jornal da área pedisse a ele para revisar nosso livro? Ele é um medievalista que não fez nenhuma pesquisa ou escreveu sobre o assunto. Mas em seu tempo livre, ele propaga a visão do Médio Oriente e das suas nações como vítimas infelizes do imperialismo ocidental. Nos estudos do Médio Oriente, isso por si só é uma credencial suficiente para se pronunciar sobre qualquer coisa. Na sua crítica, Bulliet apressa-se a absolver os otomanos da responsabilidade pelos crimes que cometeram em seu esforço para manter seu próprio império intacto. Danem-se as evidências - pois não teriam servido tão bem aos interesses de Bulliet.
Charles D. Smith, professor emérito de história do Oriente Médio, afirma que o livro é "essencialmente uma obra de propaganda, mas ainda útil para estudantes que desejam ver como os estudiosos podem deturpar as fontes". Em sua resenha do livro de 2010, Smith diz que "Para sustentar seus argumentos, os Karshes, a julgar por suas citações, ignoram quase todos os estudos dos últimos trinta anos ou mais sobre a política britânica em geral ou no que se refere ao Médio Oriente durante a Primeira Guerra Mundial."
Karsh afirma que seu livro "provocou a ira do establishment arabista" e que "acusações contundentes foram feitas, com base em boatos, sem que os escritores se dessem ao trabalho de ler o livro. Um importante acadêmico até instou outros acadêmicos a colocar críticas negativas no site de uma grande livraria da Internet, para alertar potenciais leitores do nosso livro." Karsh disse ainda que "[a] visão convencional - absolver os habitantes do Oriente Médio e culpar o Ocidente - é academicamente doentia e moralmente repreensível. É academicamente doentia porque os fatos contam uma história totalmente diferente da história moderna do Oriente Médio, a qual foi consistentemente suprimida devido à sua incongruência com os dogmas politicamente corretos do establishment arabista. E é moralmente repreensível porque negar a responsabilidade dos indivíduos e das sociedades pelas suas acções é paternalista e está na pior tradição da abordagem do "fardo do homem branco", o qual tem rejeitado os jogadores regionais como criaturas estúpidas, demasiado obtusas para serem responsáveis pelo seu próprio destino... Não é de admirar, portanto, que Impérios da Areia tenha sido recebido mais favoravelmente pelos intelectuais do Médio Oriente, fartos de serem reprimidos e abertos ao verdadeiro revisionismo da história da sua região depois de sofrer décadas de condescendência por parte dos seus defensores paternalistas no Ocidente."

### Imperialismo Islâmico
Em 2006, Karsh publicou Islamic Imperialism: A History (Imperialismo Islâmico: Uma História, em tradução livre), afirmando que o Islã começou como uma Grande Jihad que durou mais de mil anos, e persistiu no Império Otomano até a Primeira Guerra Mundial, e ainda está vivo hoje com a jihad contra Israel, o Ataque de 11 de Setembro, a al-Qaeda, o EI, etc. Em uma revisão, o professor de história Richard Bulliet afirmou:
Perseguir a miríade de problemas levantados pelas evidências que Karsh apresenta para apoiar o seu caso seria inútil. O livro vende ideologia, não perspicácia histórica. [...] Como história do Islão, o Imperialismo Islâmico é uma farsa, mas como pregação ideológica, deveria agradar ao coro a que se dirige.
Em uma resenha, o professor de história Robert Tignor afirmou:
O livro é oportuno e também polêmico. A sua polémica e a sua intenção óbvia de suscitar respostas fortes não devem deter os leitores, uma vez que é uma obra que merece ser lida pelas suas análises penetrantes da longa história do Islão como uma fé em expansão e proselitismo.
Escrevendo na International Review of Modern Sociology, o professor Henry E. Chambers da Universidade do Estado da Califórnia concluiu sua crítica com as palavras: "Esta história politicamente motivada desviará os leitores e oferecerá uma versão falha do Oriente Médio." Na resenha, a professora de história Marian Gross escreve:
A engenhosidade da monografia de Karsh reside no facto de retratar o imperialismo islâmico à mesma luz que todos os outros imperialismos – acentuando a total normalidade dos empreendimentos, objectivos e meios imperialistas dos governantes muçulmanos. [...] Ao buscar as raízes das situações atuais no Oriente Médio no quadro da história do Oriente Médio, Karsh fornece uma avaliação inestimável.
Resenhando a tradução alemã do livro em Die Welt Des Islams, o professor de história da Universidade de Erlangen, Thomas Philipp, escreveu:
Imperialismus im Namen Allahs é o livro de um historiador experiente que segue a tendência da moda de difamação generalizada do Islão e dos árabes, e cujos interesses políticos dominam claramente a sua terminologia e análise histórica.
Jonathan Berkey escreve em sua resenha que o argumento central do livro é "controverso e muitos leitores não o acharão convincente". Ele acha que a "discussão de Karsh sobre o Islã pré-moderno interpreta mal sua história em alguns aspectos importantes". Quanto ao uso de "Imperialismo Islâmico", Berkey diz que "Na melhor das hipóteses, há aqui uma tendência a recorrer a generalizações amplas e insustentáveis sobre o Islã e os muçulmanos que os historiadores recentes têm evitado com razão". Outro crítico, o professor de história William E. Watson, da Universidade Immaculata, escreve que o "livro [está] destinado a se tornar um estudo seminal sobre a história do Islã radical".

### Palestina Traída
O livro de Karsh de 2010, Palestine Betrayed (Palestina Traída, em tradução livre), é sobre o rompimento das relações entre as comunidades judaica e árabe entre 1920 e 1948.
De acordo com o estudioso do Oriente Médio Daniel Pipes: "Com sua habitual pesquisa de arquivo aprofundada - neste caso, contando com uma grande quantidade de documentos recentemente desclassificados do período do domínio britânico e da primeira guerra árabe-israelense, 1917-1949 - apresentação clara, e sensibilidade histórica meticulosa, Karsh defende o caso oposto: que os palestinos decidiram o seu próprio destino e têm quase total responsabilidade por se tornarem refugiados." De acordo com Karsh:

Longe de serem as vítimas infelizes de um ataque sionista predatório, foram os líderes árabes palestinos que, a partir do início da década de 1920, e muito contra a vontade dos seus próprios eleitores, lançaram uma campanha incansável para obliterar o renascimento nacional judaico que culminou na tentativa violenta de abortar a resolução de partição da ONU... Não havia nada inevitável no confronto palestino-judaico, muito menos no conflito árabe-israelense.
Charles D. Smith, em uma resenha, diz que ao longo do livro, Karsh apresenta os sionistas como "sinceros e abertos com os palestinos, assim como os britânicos", enquanto "os palestinos e outros árabes, especialmente seus líderes, são corruptos e indignos de confiança". Karsh, segundo Smith, distorceu deliberadamente a ideia principal do Relatório da Comissão Peel e é "incapaz de aceitar a ideia das aspirações nacionais palestinas". O historiador israelense Benny Morris descreve o retrato que Karsh faz do governo britânico como uma traição aos judeus na Palestina e, em última análise, uma renúncia ao seu compromisso de apoiar o Estado judeu como "unilateral e sem nuances".

## Recepção
Howard Sachar, autor de A History of Israel, vê Karsh como o "eminente porta-voz acadêmico do Movimento Revisionista (politicamente direitista) no Sionismo", e qualifica Palestina Traída como “um trabalho de estudos meticulosos e até exaustivos que deve ser encarado com grande seriedade e respeito por historiadores de diversos pontos de vista”.
O proeminente novo historiador Benny Morris chamou Fabricating Israel History de Karsh de "uma mistura de distorções, meias-verdades e mentiras simples que demonstra vividamente sua profunda ignorância tanto do material de origem... quanto da história do conflito sionista-árabe", intitulando seu artigo "Indigno de uma resposta". Morris acrescenta que Karsh elabora pontos menores enquanto ignora as principais evidências. O cientista político Ian Lustick comentou que os escritos de Karsh em Fabricando a História de Israel eram malévolos e sua análise errática e desleixada.

## Obras publicadas

### Livros
- Palestine Betrayed (em inglês). New Haven: Yale University Press. 2010. 342 páginas. ISBN 978-0300169454. OCLC 808346490
- Islamic Imperialism: A History (em inglês). New Haven: Yale University Press. 2007. 284 páginas. ISBN 978-0300122633. OCLC 81452918
- La guerre d'Oslo (em francês). Em co-autoria com Joel S. Fishman e Shmuel Trigano. Paris: Éditions de Passy. 2005. 257 páginas. ISBN 978-2351460009. OCLC 470067172
- Arafat's War: The Man and His Battle for Israeli Conquest (em inglês). Tel Aviv: Grove Atlantic. 2007. 304 páginas. ISBN 978-1555846602. OCLC 52090707. Resumo divulgativo
- Rethinking the Middle East (em inglês). Londres: Psychology Press. 2003. 208 páginas. ISBN 978-0714654188. OCLC 51234901
- The Arab-Israeli Conflict: The 1948 War (em inglês). Oxford: Osprey Publishing. 2002. 95 páginas. ISBN 978-1472895189. OCLC 1158813227
- The Iran–Iraq War 1980–1988 (em inglês). Oxford: Osprey Publishing. 2002. 95 páginas. ISBN 978-1841763712. OCLC 48783766
- Empires of the Sand: The Struggle for Mastery in the Middle East, 1789–1923 (em inglês). Em co-autoria com Inari Rautsi-Karsh. Cambridge, Massachusetts: Harvard University Press. 2001. 409 páginas. ISBN 978-0674005419. OCLC 48271350
- Fabricating Israeli History: The "new Historians" (em inglês). Londres: Taylor & Francis. 2000. 236 páginas. ISBN 978-0714680637. OCLC 43951922
- Israel at the Crossroads (em inglês). Co-autoria com Gregory S. Mahler. Londres: Bloomsbury Academic. 1994. 270 páginas. ISBN 978-1850437314. OCLC 31604490
- The Gulf Conflict, 1990-1991: Diplomacy and War in the New World Order (em inglês). Co-autoria com Lawrence Freedman. Princeton, New Jersey: Princeton University Press. 1993. 504 páginas. ISBN 978-0691037721. OCLC 34329193
- Saddam Hussein: A Political Biography (em inglês). Co-autoria com Inari Rautsi-Karsh. Tel Aviv: Grove Atlantic. 2007. 339 páginas. ISBN 978-0802199546. OCLC 948038301
- Soviet Policy Towards Syria Since 1970 (em inglês). Londres: Palgrave Macmillan UK. 1991. 235 páginas. ISBN 978-1349114825. OCLC 1086563530
- Neutrality and Small States (em inglês) 2ª ed. Hoboken: Taylor & Francis. 2012 [1988]. 240 páginas. ISBN 978-1135728472. OCLC 821176228
- The Soviet Union and Syria: The Asad Years (em inglês). Londres: Royal Institute of International Affairs. 1988. 125 páginas. ISBN 978-0415030304. OCLC 18351697
- The Cautious Bear: Soviet Military Engagement In Middle East Wars In The Post-1967 Era (em inglês) 2ª ed. Londres: Taylor & Francis. 2019 [1985]. 100 páginas. ISBN 978-1000315110. OCLC 1105933471

### Artigos
- "Arafat Lives", Comentário, janeiro de 2005, pp. 33–40. Reimpresso em Ha-Umma (hebraico)
- "Israel's Arabs v. Israel", Comentário, dezembro de 2003, pp. 21–27.
- Qual profissão?
- Querido diário: o blog ruim de Juan Cole
- "Os palestinos foram expulsos?"
- "Leitura errada europeia do conflito israelo-palestiniano: Ministro das Relações Exteriores finlandês Tuomioja - um estudo de caso"
- Beirut Bob, uma resenha de Karsh sobre A Grande Guerra pela Civilização, de Robert Fisk.

### Entrevista
Sky News, Efraim Karsh debate 1948 com Ilan Pappé na Sky News.